# Блу, Хорас
Хо́рас Э́лфорд Блу (англ. Horace Elford Blew; 1878 — 1 февраля 1957) — валлийский футболист, защитник.

## Биография
Хорас Блу родился в 1878 году в Эсклушеме, Уэльс. Играл за местные молодёжные команды «Гроув Парк Скул», «Рексем Олд Бойз» и «Ростиллен». В начале сезона 1897/98 стал игроком валлийского клуба «Рексем», выступавшего в английской Комбинации.
В дальнейшем играл за валлийский клуб «Друидс» и английский «Бери».
В марте 1906 года стал игроком «Манчестер Юнайтед». Свой первый и единственный официальный матч за «Юнайтед» провёл 13 апреля 1906 года, выйдя на поле в игре Второго дивизиона против «Челси» на «Стэмфорд Бридж». Матч завершился вничью со счётом 1:1. В сентябре 1906 года перешёл в другой клуб из Манчестера, «Манчестер Сити». За «Сити» он также сыграл только один матч (15 сентября против «Бери»), после чего вернулся в «Рексем». Также в дальнейшем играл за клуб «Бримбо» из Уэльса.
После завершения карьеры игрока работал директором «Рексема» на протяжении 18 лет. В 1923 году был мэром Рексема.
Провёл 22 матча за национальную сборную Уэльса с 1899 по 1910 годы.
Умер 1 февраля 1957 года.
Его сын, Фрэнк, также стал футболистом.
В 1999 году Хорас Блу был посмертно включён в Зал славы валлийского спорта.

## Достижения
«Рексем»
- Обладатель Кубка Уэльса: 3 раза[4]
- Чемпион Комбинации (4): 1900/01, 1901/02, 1902/03, 1904/05